# Dziekanowice (powiat krakowski)
Dziekanowice – wieś w Polsce położona w województwie małopolskim, w powiecie krakowskim, w gminie Zielonki.

## Położenie
Dziekanowice według regionalizacji fizycznogeograficznej położone są na Płaskowyżu Proszowickim (342.23), należącym do makroregionu Niecka Nidziańska (342.2), w podprowincji Wyżyna Małopolska (342). W pobliżu północno-wschodniej i wschodniej granicy miejscowości przepływa  Dłubnia, lewy dopływ Wisły, a w pobliżu granicy zachodniej Sudół Dominikański, lewy dopływ Białuchy (Prądnika).
Północno-wschodnia część Dziekanowic położona jest na terenie Dłubniańskiego Parku Krajobrazowego, a pozostała w otulinie tegoż parku, z wyjątkiem niewielkiego obszaru znajdującego się na zachód i południe od ul. Szmaragdowej, a następnie linii kolejowej nr 8 Kraków – Warszawa.
Pod względem administracyjnym wieś zlokalizowana jest w województwie małopolskim, w powiecie krakowskim, w gminie Zielonki, w jej południowo-wschodniej części, około 7,5 km w linii prostej na północny wschód od centrum Krakowa. Graniczy z następującymi jednostkami:
- miejscowościami Książniczki i Kończyce (gmina Michałowice) od północnego wschodu,
- miejscowością Raciborowice (gmina Michałowice) od wschodu,
- miejscowością Batowice (gmina Zielonki) od południowego wschodu,
- Dzielnicą XV Mistrzejowice miasta Kraków od południa,
- miejscowością Węgrzce (gmina Zielonki) od zachodu,
- miejscowością Bosutów (gmina Zielonki) od północnego zachodu.

Biorąc pod uwagę powierzchnię wynoszącą 251,76 ha Dziekanowice są piątą co do wielkości miejscowością w gminie Zielonki obejmującą 5,18% powierzchni gminy.
Najwyżej położony obszar wsi znajduje się na jej północno-zachodnim skraju (przy granicy z Bosutowem) na wysokości około 291 m n.p.m., najniższy w części wschodniej (w okolicy ul. Kwiatowej), na wysokości około 218 m n.p.m.
Pod względem historycznym Dziekanowice były wsią dóbr prestymonialnych kapituły katedralnej krakowskiej w powiecie proszowickim województwa krakowskiego w końcu XVI wieku. W latach 1975–1998 miejscowość należała administracyjnie do województwa krakowskiego.

## Historia
Wieś po raz pierwszy wzmiankowana w latach 1350–1351, należała do kapituły krakowskiej. Wieś podlegała parafii w Raciborowicach. W 1464 r. Kazimierz Jagiellończyk przeniósł Dziekanowice z prawa polskiego na magdeburskie. Od roku 1497 dobra we wsi dzierżawił kanonik krakowski i kanclerz Królestwa Stanisław z Kurozwęk. Pod koniec XV w. we wsi znajdował się dwór z zabudowaniami gospodarczymi, który w XIX w. dzierżawiła rodzina Sawiczewskich.

## Demografia
Liczba mieszkańców Dziekanowic w okresie ostatnich dwudziestu lat stopniowo zwiększała się, osiągając poziom ponad 780 osób w roku 2021.
Źródła danych oraz rodzaje (nazwy) i terminy spisów, jeśli dostępne:
- 1787[14];
- 1789[14] – Lustracja dymów i podanie ludności;
- 1808[15] – Spis wojskowy ludności Galicji;
- 1921[16] – Pierwszy Powszechny Spis Ludności – dane na 30. września;
- 1931[16] – Drugi Powszechny Spis Ludności – dane na 9. grudnia;
- 1988[17] – Narodowy Spis Powszechny 1988 – dane na 6. grudnia;
- 2002[17] – Narodowy Spis Powszechny Ludności i Mieszkań 2002 – dane na 20. maja;
- 2003, 2004 i 2006[18] oraz 2009–2024[1] – dane własne Urzędu gminy Zielonki na 31. grudnia danego roku.

## Zabytki
Kopiec – według tradycji mogiła poległych tu żołnierzy Naczelnika Insurekcji Tadeusza Kościuszki.

## Oświata
Na obszarze miejscowości brak placówek zarejestrowanych w Rejestrze Szkół i Placówek Oświatowych.
Szkołą podstawową obejmującą swym obwodem Dziekanowice jest Szkoła Podstawowa im. Stanisława Wyspiańskiego w Bibicach.